# 一叶萩
一叶萩（学名：Flueggea suffruticosa）为大戟科白饭树属的植物。分布在蒙古、俄罗斯、朝鲜、日本以及中国大陆除西北以外地区，生长于海拔800米至2,500米的地区，一般生长在山坡灌丛中、山沟或路边，目前尚未由人工引种栽培。

## 别名
山蒿树（安徽），狗梢条（吉林），白几木（广西），叶底珠（中国高等植物图鉴）

## 外部連結
- 一葉萩 Yiyeqiu （页面存档备份，存于） 藥用植物圖像資料庫 (香港浸會大學中醫藥學院) （繁體中文）（英文）